# Raymond (Minnesota)
Raymond város az USA Minnesota államában, Kandiyohi megyében. Lakosainak száma 782 fő (2020. április 1.).

## Népesség
A település népességének változása:

| 2010 | 764 |
| 2020 | 782 |